# Denison Mines
 (mars 2019).
Si vous disposez d'ouvrages ou d'articles de référence ou si vous connaissez des sites web de qualité traitant du thème abordé ici, merci de compléter l'article en donnant les références utiles à sa vérifiabilité et en les liant à la section « Notes et références ».
La compagnie Denison Mines  est une société canadienne d'exploration, de développement et de production d'uranium. Fondée en 1985 par Stephen Boleslav Roman et mieux connue pour ses activités d'extraction d'uranium à Blind River et Elliot Lake, elle s'est par la suite diversifiée dans le charbon, la potasse et d'autres projets.